# Ad26.COV2.S
Ad26.COV2.S, aussi connu comme le vaccin de Johnson & Johnson contre la Covid-19 et vaccin de Janssen contre la Covid-19, est un vaccin élaboré par Janssen Pharmaceutica (filiale de Johnson & Johnson) et le Beth Israel Deaconess Medical Center (BIDMC). Il s'agit d'un vaccin à vecteur viral comprenant un adénovirus qui doit être injecté dans les muscles en une seule dose.
À la fin février 2021, le vaccin reçoit une autorisation d'utilisation d'urgence de la Food and Drug Administration (FDA) américaine. Le 5 mars, Santé Canada autorise son usage pour toutes les personnes âgées de 18 ans et plus. L'Union européenne l'autorise le 11 mars.

## Histoire
Dès le début de la pandémie de COVID-19, Hanneke Schuitemaker, responsable des programmes de vaccins antiviraux chez Janssen Vaccines, et son équipe à Leyde, travaille sur le développement d'un vaccin,. Le vaccin développé par Janssen est un vaccin dit vecteur qui utilise une partie du virus du rhume auquel s'ajoute un morceau du code génétique du coronavirus désactivé. Après la vaccination, le corps produit des protéines de pointe qui stimulent le système immunitaire. En cas de future infection par le coronavirus, ce virus sera reconnu et nettoyé. Janssen a déjà utilisé cette méthode dans le développement de vaccins Ebola.
Le vaccin a été développé par la filiale belge Janssen à Beerse, en Belgique.
En mars 2021, la conférence des évêques catholiques du Canada « [recommande] de ne pas recevoir les vaccins de Johnson & Johnson et d'AstraZeneca, parce que leur procédé de fabrication est lié à des cellules dérivées de l’avortement », ce qui est démenti par les deux sociétés pharmaceutiques et le gouvernement du Québec.
En 2022, le vaccin Janssen n'est utilisé que dans de rares cas médicaux, concernant des personnes ne pouvant pas bénéficier d'un autre vaccin (en particulier Moderna et Pfizer)[réf. nécessaire].

### Autorisations d'utilisation
| AMM pleine    | Norvège, Union européenne (y compris Andorre, Groenland, Îles Féroé et Islande) |
| AMM d'urgence | Organisation Mondiale de la Santé Afrique du Sud, Bahrein, Brésil, Canada, Colombie, Corée du Sud, États-Unis, Iles Marshall, Lichtenstein, Micronésie, Palaos, Philippines, Saint-Vincent-et-les-Grenadines, Suisse, Thailande, Zambie |

#### Canada
Le 5 mars 2021, Santé Canada autorise l'usage de l'Ad26.COV2.S pour toutes les personnes âgées de 18 ans et plus.

#### États-Unis
Le 4 février 2021, Janssen Biotech dépose auprès de la Food and Drug Administration (FDA) une autorisation d'utilisation d'urgence. La FDA indique que le comité d'évaluation (VRBPAC) se réunit le 26 février pour étudier la proposition,,,.
Johnson & Johnson annonce vouloir distribuer des doses de son vaccin dès la réception de l'autorisation nécessaire.
Le 24 février, avant la réunion du VRBPAC, des comptes-rendus de rencontres entre Janssen et la FDA sont publiés : la FDA recommande que l'émission d'une autorisation d'utilisation d'urgence, mentionnant entre autres que les résultats des essais cliniques et des données sur la sûreté respectent les critères de la FDA pour les vaccins contre la COVID-19,,,.
Lors de la réunion du 26 février, le VRBPAC recommande unanimement (22–0) l'émission de l'autorisation pour le vaccin.
La FDA émet l'autorisation d'utilisation d'urgence le lendemain,,.
Le 28 février, l'Advisory Committee on Immunization Practices (en) (ACIP) du CDC recommande l'usage du vaccin pour les personnes âgées de 18 ans et plus,.

#### Union européenne
Le 1er décembre 2020, les essais cliniques où le candidat vaccin est utilisé sont régulièrement évalués par le  Comité des médicaments à usage humain (CMUH) de l'Agence européenne des médicaments (AEM), une étape nécessaire pour obtenir une autorisation conditionnelle de l'AEM,.
Le 16 février 2021, Janssen dépose une demande d'autorisation conditionnelle auprès de l'AEM ,.
Le CMUH autorise ce vaccin en Europe le 11 mars 2021,. Toutefois, les livraisons de Janssen en Europe ne débutent que dans la semaine du 18 au 24 avril. 
En France, la vaccination de personnes prioritaires de plus de 55 ans débute le 24 avril.
En septembre 2021, la Slovénie suspend l'utilisation du vaccin à dose unique après qu'une femme âgée de 20 ans est décédée d'une hémorragie cérébrale, quelques jours après avoir reçu une dose. Le groupe d'experts a déclaré que la femme était décédée d'une thrombocytopénie immunitaire prothrombotique – un effet secondaire extrêmement rare du vaccin. Le ministre de la Santé Janez Poklukar annonce fin novembre 2021 que la Slovénie n'utiliserait plus le vaccin sauf lorsque des personnes le demanderont expressement,.
En février 2022, suivant l'avis de la Haute autorité de santé (HAS), le gouvernement français restreint l'utilisation de ce vaccin dans l'attente d'une mise en commun des informations européennes sur ce sujet. La HAS indiquait que la vaccination avec le vaccin Janssen entraînait « une légère augmentation du risque d'infarctus du myocarde dans les deux semaines suivant » l'injection chez les adultes de moins de 75 ans. Le vaccin est peu utilisé en France, avec un peu plus d'un million de doses administrées depuis avril 2021, dont très peu après septembre.

## Essais cliniques
En janvier 2021, Janssen annonce que l'injection d'une seule dose procure une efficacité de 66 %,. Ces résultats « n'ont pas encore été révisés par des pairs ni confirmés par des autorités réglementaires du monde ». S'ils étaient confirmés par des groupes indépendants, ce vaccin se révélerait plus avantageux que ceux de Moderna et de Pfizer-BioNTech pour deux raisons : une seule dose suffit et sa température de conservation est plus élevée. 
Selon Santé Canada, en s'appuyant sur une étude clinique menée auprès de 44 000 personnes dans plusieurs pays, « Près de 20 % des participants aux essais cliniques étaient âgés de 65 ans ou plus, et aucune différence n’a été observée en ce qui a trait à l’innocuité ou à l’efficacité par rapport aux participants plus jeunes. » De plus, le vaccin serait aussi efficace envers les hommes que les femmes, ainsi que pour des groupes ethniques d'importance : Hispaniques, Noirs, Afro-américains et Blancs.
Une étude publiée en décembre 2021 ayant testé l'efficacité de six vaccins face au variant Omicron observe que seul 1 patient sur 12 ayant reçu le vaccin Janssen générait des anticorps neutralisants contre le variant Omicron.

## Effets secondaires
Parmi les effets indésirables, Santé Canada rapporte : douleur au niveau du site d'injection, maux de tête, fatigue et douleurs musculaires.
Le 13 juillet 2021, l'Agence américaine du médicament déclare un « risque accru » de développer le syndrome de Guillain-Barré, une atteinte neurologique rare et potentiellement grave (mais réversible), avec le vaccin Janssen,.
En août 2021, le comité de pharmacovigilance (PRAC) de l’Agence européenne des médicaments (EMA) conclut à l’existence d’un lien entre les acouphènes (sensations auditives dont l'origine n'est pas extérieure à l'organisme), les étourdissements, les thrombopénies immunitaires (baisse des plaquettes dans le sang due à une réaction du système immunitaire) et le vaccin COVID-19 Janssen. En ce qui concerne le risque de thrombopénies immunitaires, la mention de cet effet indésirable, accompagnée d’un avertissement pour les professionnels de santé et les patients devrait « prochainement » figurer dans le RCP et la notice de ce vaccin. Le PRAC précise que « ces effets ne remettent pas en cause le rapport bénéfice/risque du vaccin. »
En décembre 2021, le CDC a adopté une recommandation d'un groupe d'experts conseillant l'utilisation des vaccins Pfizer-BioNech et Moderna au lieu du vaccin Janssen en raison de rares cas de thromboses. En mai 2022, la FDA a restreint l'utilisation du vaccin Janssen, le destinant uniquement aux personnes ne pouvant être vaccinées avec aucun autre des vaccins disponibles.

## Commandes publiques
Le Canada a commandé 10 millions de doses du vaccin avec une option pour 28 millions supplémentaires. Les États-Unis ont commandé 100 millions de doses. La société s'est engagée à livrer au Canada 10 millions de doses avant la fin septembre 2021.